# Красотка японская
Красотка японская (лат. Calopteryx japonica) — стрекоза, принадлежащая к семейству красоток. Ранее рассматривался подвидом красотки-девушки.

## Описание

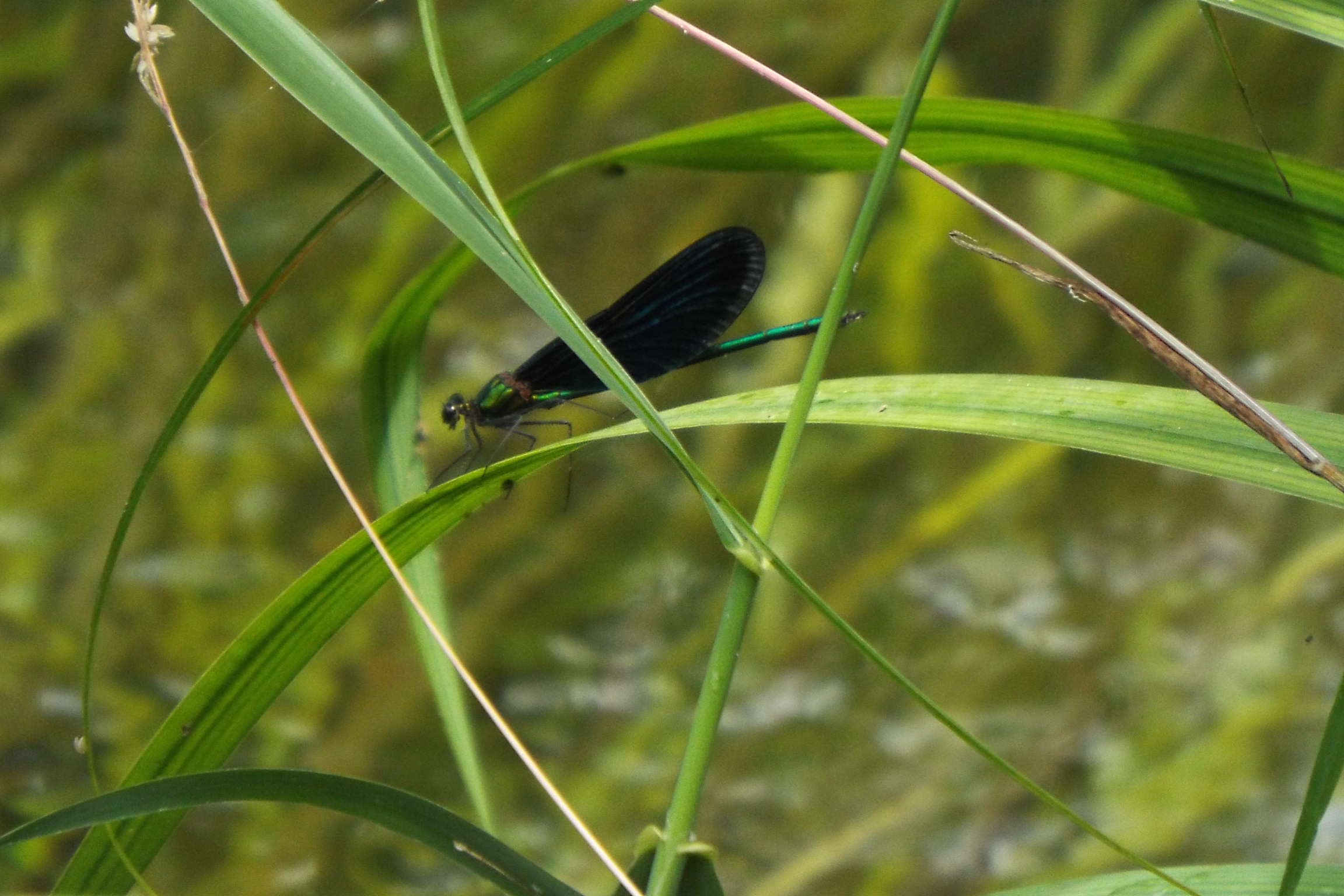
Самец

Стройные стрекозы с металлически блестящим телом. У самца в окраске тела преобладает синий оттенок, у самок — бронзово-зелёный. Длина брюшка 34—36 мм, длина заднего крыла 30—31 мм. Крылья самцов целиком коричневато-синие, с металлическим блеском; у самок крылья светло-дымчатые, с бурыми жилками, костальная жилка блестящая, металлически зелёная. У самки вместо птеростигмы находится светлое пятно (ложная птеростигма), пересечённое жилками. От близкого вида красотки-девушки отличается сплошной окраской крыльев у самцов с окрашенной вершиной и основанием, меньшим количество ячеек в анальном поле задних крыльев самца (55—82 у данного вида, 145—190 у красотки-девушки), более длинной ложной птеростигмой у самок (2,3—2,5 мм).

## Ареал
Дальневосточный вид, который распространён в России в Приморском крае, на юге Амурской области и Хабаровского края, на запад до юга Красноярского края и Алтая. За пределами России ареал охватывает Северный и Центральный Китай, Корею, Японию.

## Биология
Время лёта в июле — августе. Обитает вблизи медленно текущих ручьёв и мелких рек, берега которых богаты прибрежной растительностью. Отличается медленным порхающим полётом. Летает, как и другие представители рода, неохотно и плохо, часто присаживаясь на растения, кустарники. От водоёмов практически не отлетают. Самки преимущественно сидят среди растительности, а самцы летают над водой вдоль берега. Яйца откладываются в надрезы стеблей и листьев растений, при этом самка медленно переползает с места на место, погружая брюшко в воду до самых крыльев. Тело личинки удлинённое, стройное. Личинки живут в медленно текущих реках и ручьях с илистым дном и зарослями водной растительности, населяют также проточные озёра.